# 青丝乡
青丝乡，是中华人民共和国四川省达州市渠县曾经下辖的一个乡。2019年12月，撤销青丝乡，将原青丝乡青丝社区、邓坪村、大坪村、寨子村、鸦湾村、鼓坪村划为万寿镇的行政区域，将原青丝乡白鹤村、原白兔乡所属行政区域划归静边镇管辖。

## 行政区划
青丝乡撤销前下辖以下地区：
邓坪村、大坪村、寨子村、鸦湾村、白鹤村和鼓坪村。